# Нерица (река)
Не́рица (коми Неридз) — река в Республике Коми. Устье реки находится в 451 км от устья Печоры по левому берегу. Длина реки составляет 203 км, площадь водосборного бассейна — 3140 км².

## Этимология
В основе названия коми диал. нер- «приболотная полоса», «сырая низменность около болота», -идз — топонимообразующий суффикс, в итоге Неридз- «(река) с заболоченными берегами». В русском варианте названия коми суффикс -идз заменен финалью -ица.

## Данные водного реестра
По данным государственного водного реестра России относится к Двинско-Печорскому бассейновому округу, водохозяйственный участок реки — Печора от впадения реки Уса до водомерного поста Усть-Цильма, речной подбассейн реки — бассейны притоков Печоры ниже впадения Усы. Речной бассейн реки — Печора.
Код объекта в государственном водном реестре — 03050300112103000078183.